# Корінець книги

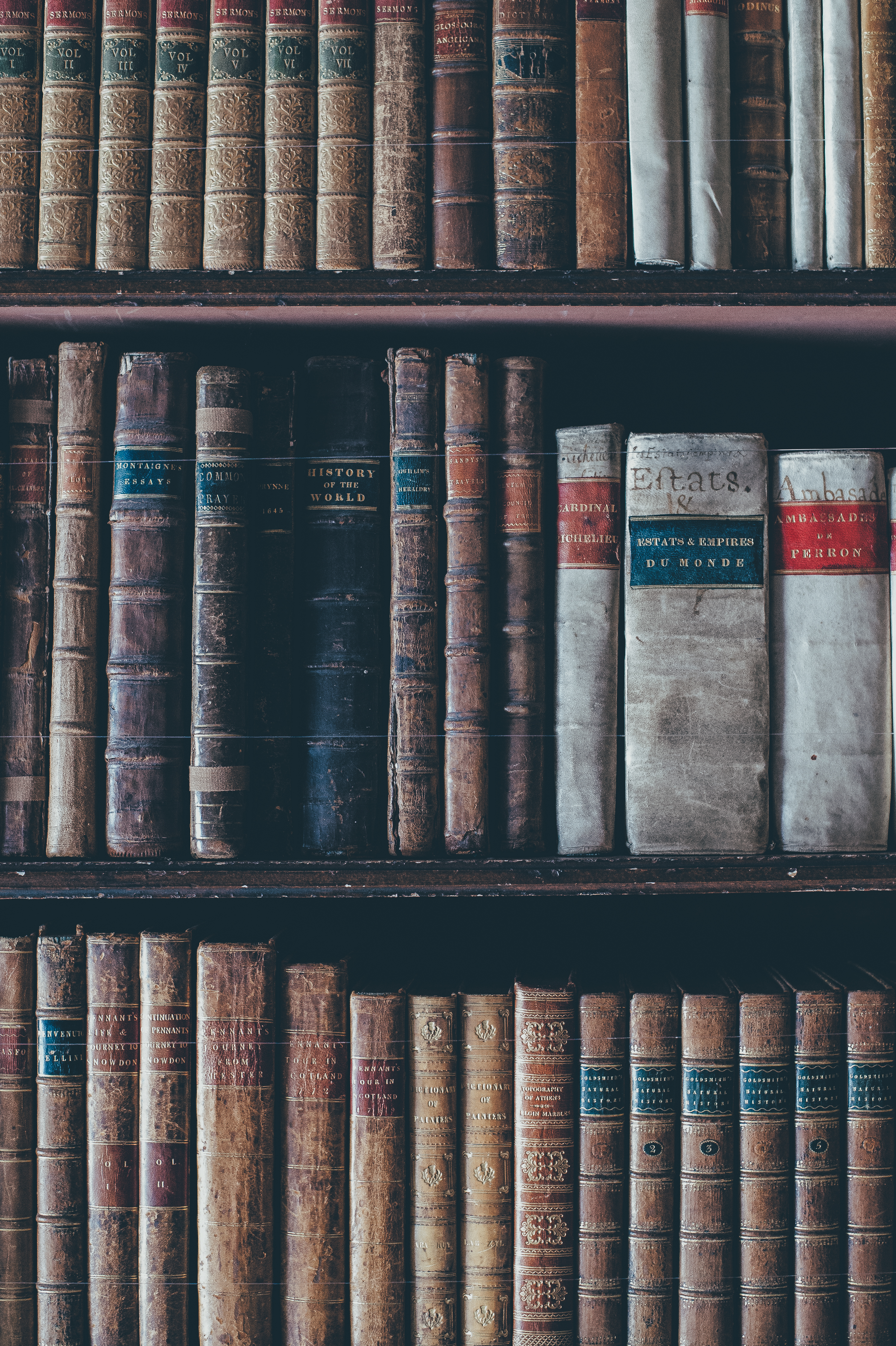
Корінці стоять на полицях книг

Корінець книги — торцева поверхня книжкового блоку, в якій скріплені зошити або листи.

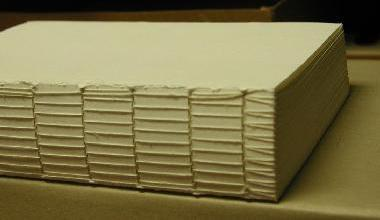
Корінець книжкового блоку

Форма корінця визначається конструкцією видання, товщиною блоку та способом його комплектування. При товщині блоку до 5 мм корінець робиться фальцьованим (зігнутим в один згин); при товщині блоку від 12 мм може бути прямим (плоским), округленим і кашованим (грибоподібним, округленим з відігнутими краями). Дві останні форми характерні для старих та старовинних книг, оскільки блоки, що зшивалися товстими нитками, вимагали вирівнювання за товщиною переднього краю блоку та корінця. Сучасні технології дозволяють створювати об'ємні видання з прямим корінцем, проте округлена і грибоподібна форми краще, оскільки сприяють кращому розкриттю книги і, як наслідок, її міцності та довговічності. Книжки з плоским корінцем швидше втрачають форму; на корінці з часом утворюються заломи, а сама книга набуває вигину сторінок поблизу корінця.
На верхній і нижній край корінця наклеюється кольорова тканинна тасьма — каптал, що служить для зміцнення та художнього оформлення палітурки. Для надання корінця додаткової міцності проводиться його окантування: обклеювання по всій довжині папером або коленкором. До корінця може приклеюватися також смужка щільного паперу або картону, так званий відстав, щоб довше зберегти його форму та гладкість.

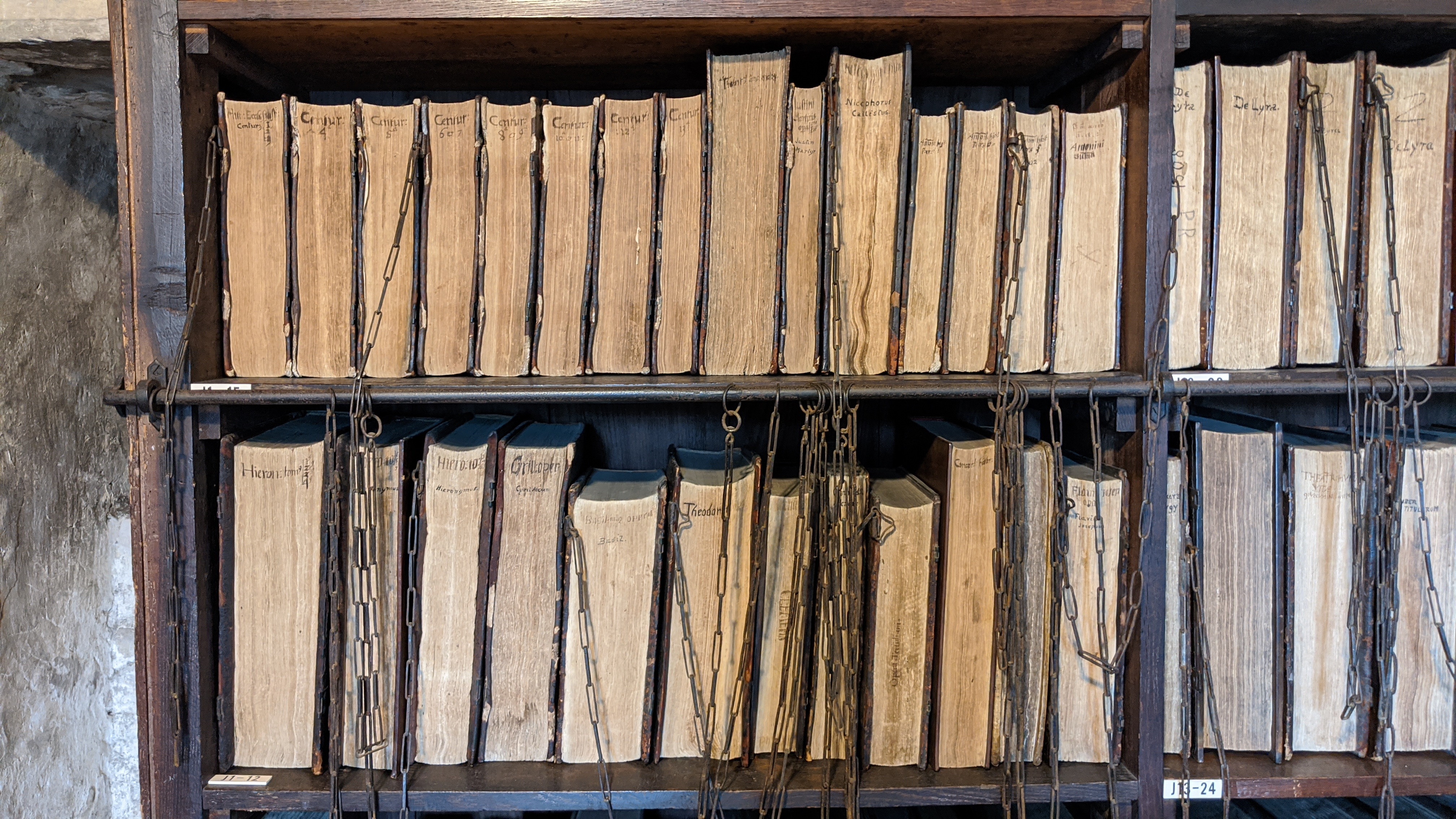
Книги в (заснована в 1598 році) стоять корінцями до стінки

У готовому виданні корінець книжкового блоку закритий корінцем обкладинки або палітурки: саме ця частина доступна погляду, коли книга стоїть на полиці. Разом з тим протягом століть корінець вважався тильною стороною і не ніс на собі жодної інформації, тому книги було прийнято розташовувати корінцем до стіни і обрізом назовні (причому зберігалися вони переважно в горизонтальному положенні). Подібному розміщенню сприяла також практика приковувати книги в бібліотеках ланцюгами: ланцюги прикріплювалися до лицьової або тильної сторони палітурки, але не до корінця. У приватних збірках власник міг упізнати книгу за розміром і товщиною, кольором та фактурою палітурки тощо; у невеликих бібліотеках використовувалися додаткові методи ідентифікації, у тому числі прикріплення до ланцюгів ярликів та підпис на передньому обрізі. Тому розміщення книг корінцем вперед узвичаїлося лише в XVI—XVII століттях, під час поступової еволюції книжкової палітурки та збільшення кількості книг у публічних бібліотеках, коли виникла необхідність легко розрізняти подібним чином переплетені книги і для цього стали використовувати напис на корінці. Традиція розміщати на корінці відомості, що дозволяють ідентифікувати видання і том, закріпилася як стандарт лише в першій половині XVIII століття .

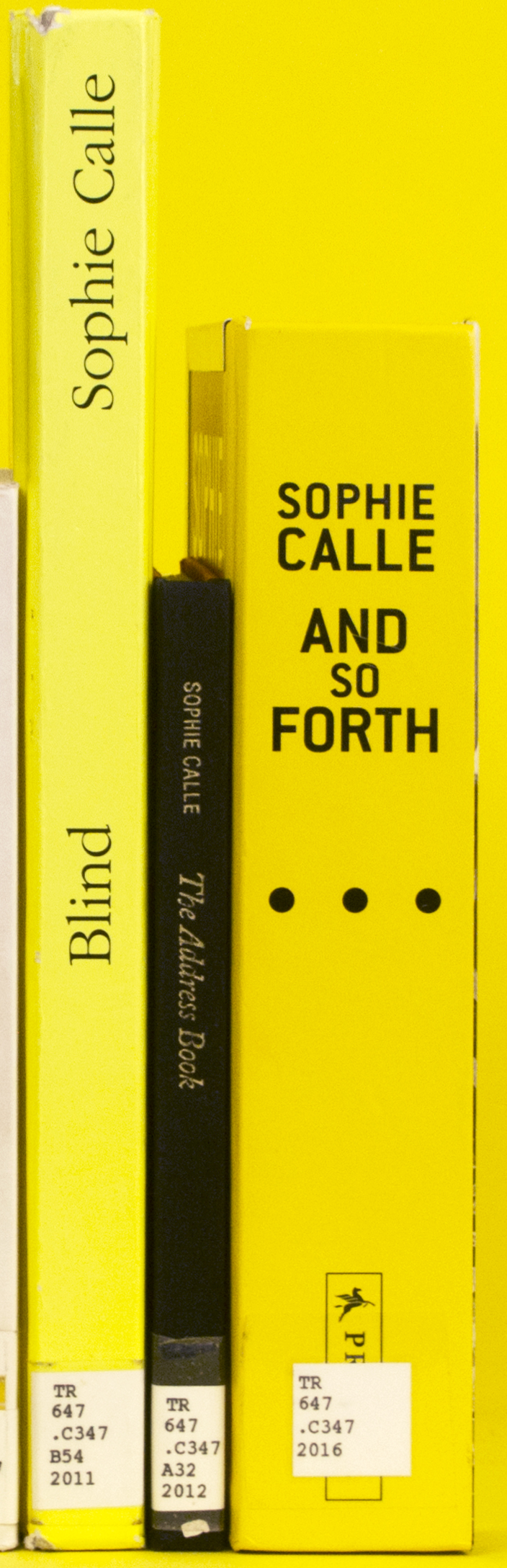
Книжковий корінець з різною орієнтацією тексту

У сучасній книговидавничій практиці на корінці заведено вказувати певні вихідні відомості: назва, ім'я автора, позначення та номер тому для багатотомних видань. При обмеженій площі корінця допустимі опущення деяких із перерахованих елементів або їх подання в скороченому вигляді. Для видань, що мають суперобкладинку, бажано вказувати вихідні відомості як на корінці палітурки, так і на корінці суперобкладинки.
В англомовних країнах текст на корінці прийнято розміщувати зверху вниз, хоча повної одноманітності в цьому відношенні немає. Цей спосіб оформлення закріплений стандартом ISO 6357: 1985 Міжнародної організації зі стандартизації. При подібній «низхідній» орієнтації тексту вихідні відомості зручно читати тоді, коли книга лежить обкладинкою догори; якщо ж вона стоїть вертикально, потрібно робити нахил голови праворуч.
У більшості країн континентальної Європи закріпилася пізніша традиція, відповідно до якої текст на корінці розташовується знизу вгору. Таке розташування зручніше в тому випадку, якщо книга стоїть на полиці: вона більшою мірою відповідає європейській традиції листа зліва направо і не змушує читача змінювати положення голови.
При достатній ширині корінця можливе також розташування вихідних відомостей поперек. Якщо книга стоїть вертикально, текст читається по горизонталі.